# 羅馬教廷的法律地位
聖座的法律地位或梵蒂岡城国的法律地位在政治实际和學者論述中其都是国际公法意義上的完整實體，擁有著和其它國家相類似的權利和義務。

## 拥有国际法人资格的特殊实体
尽管圣座（并非作为梵蒂冈城国）在很多方面不满足国际法意义上国家的标准，譬如说没有固定的人口、明确的领土范围、稳定的政府组织、或者与他国交往的能力，但其作为能够与世界上180多个国家建立外交关系、在一些国际组织中拥有成员国地位、并为国际社会中的主权国家承认为有能力构建外交关系或为促进世界和平达成国与国之间约束性协定的一个政治实体，又毫无疑问拥有国际法人资格。正如格雷厄姆（Graham）所评述：
虽然圣座是一个无领土机构，但这并不能成为否认其为一个国际法人格的理由。教廷能够以自身名义在国际社会中行动，并能够达成被称为“政教协定（concordats）”的具有法律效力的约束性协定。在国际外交中，教宗可以享有主动或者被动使节权……并且，圣座的国际人格不同于梵蒂冈城国的国际人格，前者是无领土机构而后者是一个国家。教廷作为一个宗教组织同时也是能够履行国际法权利和义务的国际法实体。
圣座作为一个没有实际领土却拥有与其它国家类似的国际法人资格的实体，也为伊恩·布朗利（Ian Brownlie）教授定义为一种“独特实体”。

## 圣座观点
圣座虽然认为自己拥有国际法人资格，但并不认为自己是一个国家。前圣座国务院秘书长兼国务院各国关系部门秘书长若望-類斯·托朗枢机认为我们应当避免将圣座及其国际行动与圣座的权欲联系在一起，于他而言圣座毫无疑问是一个国际法的主权实体，但其本质主要还是宗教性质。

## 梵蒂冈法律地位的法理基础
在一些人看来，圣座的国际法人资格是其中世纪显著政治地位在现代的延续。例如阿兰焦-鲁伊斯（Arangio-Ruiz）指出，圣座在国际法演进的过程中一直充当一定角色，并从强势民族国家诞生前就一直保持着它的国际法人资格。
而在另外一些人看来，圣座的国际法人资格单单是由于他国的承认。例如布朗利认为，圣座“作为一种宗教组织并非源于其在梵蒂冈的领地”，而是“实质性原则（principle of effectiveness）”的一种结果，或者说是其它国家在不违反任何强行法的情况下自愿承认圣座、与其建立外交关系并进行实质行动的一种结果，因而由此而来的国际法人资格仅仅对于准备和圣座建立或维持外交关系的国家有效。克劳福德（James Richard Crawford）也认为，大量国家的承认是我们认同梵蒂冈国家法人资格是一项重要依据，如今我们很难否认这一点。
而还有一些人认为，圣座的国际法人资格更多但不仅仅来自于其独特的宗教地位。阿劳若（Robert Araujo）指出，“众所周知，圣座的国际法人资格更多出于其宗教、道德、和精神领域的权威和使命而非对于纯粹世俗之事物的声索，但这种理解对于如何使这一立场正当化仍有所欠缺”，而在他看来，圣座对于其国际法人地位的声索可以由其它国家对其国际法完整实体的承认所正当化。《拉特朗条约》第二条中意大利“根据圣座传统和在世界上的使命要求，承认圣座于国际领域的主权为圣座本质所固有”，也一定程度上支持了这种观点。

另外一些人认为，圣座的国际法人资格源自于《拉特朗条约》，正是这一条约确定了对于天主教教会中央政府的国际立场。例如，虽然奥本海姆（Oppenheim）在其1905年著作《国际法》中否认圣座拥有国际法人资格，但后来的编者认为：“原先对于圣座的争议随着1929年2月11日的圣座与意大利间的条约签署而明晰——即所谓《拉特朗条约》……《拉特朗条约》标志着自1871年以来圣座在国际社会中的合法成员地位的恢复。”但也进一步否认了梵蒂冈城国的独立法人资格，对于《国际法》编者而言圣座和梵蒂冈城加起来才是一个国际法人:328：
严格来讲，《拉特朗条约》创造了一个以现任圣座领导人为首新的梵蒂冈城国际国家；但在这种情况下其国家实践仍未刻意区分这两种元素。然而事实上人们接受了以梵蒂冈城国或圣座存在的满足成立国家正式条件并构成为他国所承认之国际法人地位的国家。
而孔茨（Josef Laurenz Kunz）批评了这一观点，对他而言：
《拉特朗条约》的目的是彻底解决罗马问题，并在圣座与意大利之间实现和解，但绝不会建立或改变圣座的国际地位。（因而新版《国际法》中是错误的） 圣座与意大利之间缔结的条约预先假定了圣座的国际法人资格。

## 1870年－1929年间的法律地位
而另一个问题则是则是1870年－1929年间圣座的法律问题，1870年意大利吞并了教宗国，直到1929年圣座才和意大利签订《拉特朗条约》。如美国等一些国家在教宗国被吞并后就暂停了与圣座的外交关系，而奥本海姆也认为圣座在1870年以后就丧失了国际法人资格而只是相当接近国际法人。然而联合国国际法委员会认为：
作为国际法的一向原则，政治实体而非国家拥有国际法人资格和签署条约的能力，其中一个具体例子就是聖座在1929年《拉特朗条约》签署前没有领土主权的时候。然而这时圣座仍被视作具有签署条约的能力。即便是现在，尽管有梵蒂冈国……条约的签订并非基于梵蒂冈的领土主权而是由于其代表了有别于梵蒂冈国的圣座。
孔茨也认为：
在1870年以前存在着两个国际法主体：教宗国和圣座……根据国际法的通用原则，这两个国际法人中教宗国毫无疑问已经因为1870年意大利的占领而终结，但是圣座存留了下来，依然是1870-1929年间的通用国际法主体。其国家实践也完全证明了这一点。圣座继续达成政教协定并为大多数国家所承认，行使着主动和被动使节权。其外交代表的法律地位……仍旧基于通用国际法，而非意大利许诺其地方自治的《保障法》。

## 反对圣座参与多边论坛
自1995年起，非政府组织有选择权的天主教徒开始反对圣座参与多边论坛。其认为圣座是一个宗教组织而非国家，因而其不应在国际法中拥有特殊地位或权利以类似国家的地位参加社会、文化、经济等领域的国际会议。没有国家响应这项倡议。相反联合国大会已经在2004年7月16日通过58/314决议 （页面存档备份，存于），承认圣座地位，并将其提升为联合国观察员。